# Péninsule d'Alaska

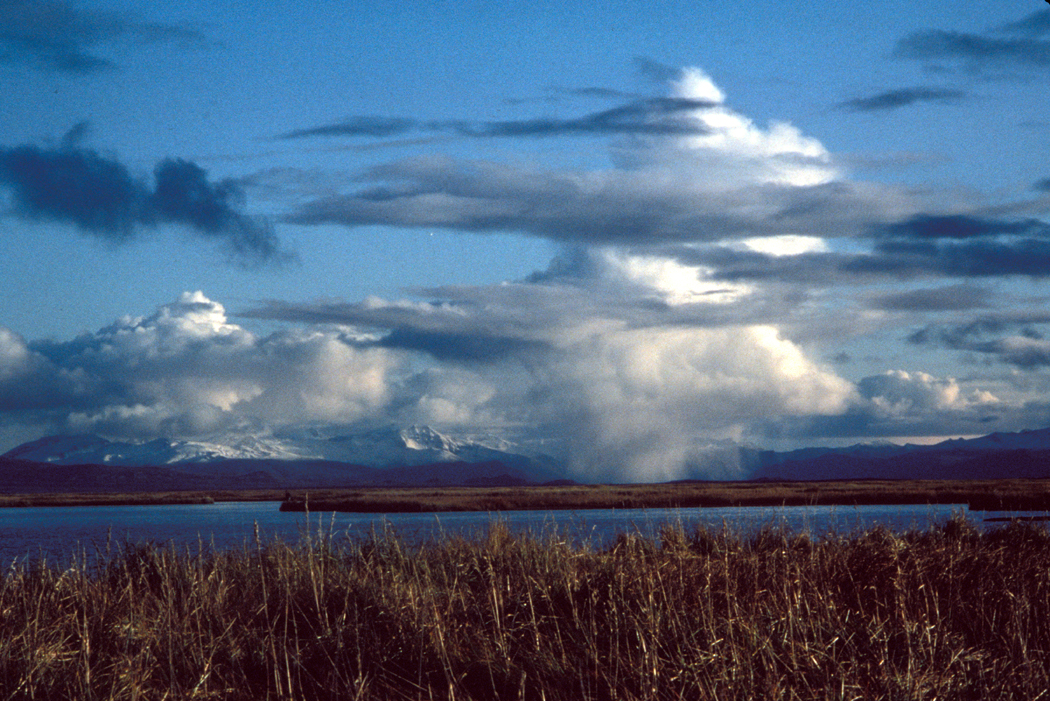
Paysage.

La péninsule d'Alaska est une péninsule qui s'étend sur 800 km au sud-ouest de l'Alaska et se poursuit par les îles Aléoutiennes.

## Géographie
Comme les îles Aléoutiennes, la péninsule d'Alaska fait partie d'une chaîne de volcans extrêmement actifs qui court sur toute sa longueur appelée : chaîne aléoutienne. Celle-ci culmine à 2 519 m avec le Mont Pavlof.
La partie la plus au sud de la péninsule est accidentée et montagneuse, créée par une surrection causée par la subduction de la plaque pacifique nord sous l'ouest de la plaque nord-américaine, tandis que le nord est relativement plat marécageux, le résultat de millénaires d'érosion et de stabilité sismique.
La péninsule d'Alaska sépare le golfe d'Alaska aux eaux profondes et claires situé sur la côte sud ; de la baie de Bristol, une partie de la mer de Béring, se trouvant sur la côte nord, généralement turbide, peu profonde et soumise à de fortes marées.

## Démographie
Mis à part les communautés situées sur la côte de la baie de Bristol, la péninsule d'Alaska abrite plusieurs autres villages : Cold Bay, King Cove, Perryville, Chignik, Chignik Lake, Chignik Lagoon et Port Moller. Tous sont principalement habités par des indigènes d'Alaska et dépendent de l'industrie de la pêche.

## Administration
La péninsule se partage entre cinq boroughs :
- au nord-ouest, le borough de Bristol Bay ;
- au nord, le borough de Lake and Peninsula ;
- au nord-est, le borough de l'île Kodiak ;
- à l'extrême nord-est, le borough de la péninsule de Kenai ;
- au sud, le borough des Aléoutiennes orientales.